# Ray Stricklyn
Ray Stricklyn (né le 8 octobre 1928 à Houston, mort le 14 mai 2002 à Los Angeles) est un acteur de cinéma et de télévision américain. Par la suite il a été l'agent de Bette Davis et Elizabeth Taylor.

## Biographie
Né à Houston au Texas, il va à New York en 1950 où il fait ses débuts à Broadway dans The Climate of Eden. Il va ensuite à Los Angeles en 1955 où il débute dans le cinéma dans The Proud and the Profane. Parmi ses rôles de jeunesse, il joue le rôle du fils de Bette Davis dans The Catered Affair et  le fils de Gary Cooper dans 10, rue Frederick (Ten North Frederick) de Philip Dunne, qui lui apporte une nomination aux Golden Globe 1958. Après une autre nomination en 1960 pour La Rançon de la peur, sa carrière au cinéma connait un passage à vide, et il apparait dans quelques séries télévisées. Dans les années 1970 il travaille comme agent publicitaire. Il meurt d'un emphysème à Los Angeles en 2002 à l'âge de 73 ans.

## Filmographie

### Cinéma
- 1952 : Je retourne chez maman : (non crédité)
- 1952 : L'Espion : Extra (non crédité)
- 1956 : Face au crime : Benny (non crédité)
- 1956 : La dernière caravane : Clint
- 1956 : Le Repas de noces : Eddie Hurley
- 1956 : Le Supplice des aveux : Ryson (non crédité)
- 1956 : Marqué par la haine : Bryson (non crédité)
- 1956 : Un magnifique salaud : Casualty (non crédité)
- 1958 : 10, rue Frederick : Joby Chapin
- 1958 : The Return of Dracula : Tim Hansen
- 1959 : The Big Fisherman : Deran
- 1959 : The Remarkable Mr. Pennypacker : Horace Pennypacker III
- 1960 : La rançon de la peur : Jeb Lucas Tyler
- 1960 : Le monde perdu : David Holmes
- 1960 : Young Jesse James : Jesse James
- 1965 : Représailles en Arizona : Danny Bonner
- 1967 : Track of Thunder : Gary Regal
- 1975 : Dogpound Shuffle : Mr. Lester Jr.
- 1979 : La ilegal : Ins officer

### Courts-métrages
- 1962 : Should I Marry Outside My Faith?

### Télévision

#### Séries télévisées
- 1956 : Dr. Christian : Paul
- 1956 : Four Star Playhouse : Jesse Watson
- 1956 : Make Room for Daddy : Roger Haynes
- 1956 : Matinee Theatre
- 1956 : Telephone Time
- 1956 : The Ford Television Theatre (en) : Buck Spinney
- 1956-1957 : La flèche brisée : Nachise / Joey Randolph / Nahilo
- 1957 : Crossroads (en) : Jory Alston
- 1957 : Father Knows Best : Duke
- 1957 : Navy Log (en) : Ensign Tom Patrick
- 1957 : The Adventures of Jim Bowie : Phillip Rodgers
- 1957 : The Millionaire : Pat Lawrie
- 1957 : The Silent Service : Johnny / Motor Machinist Mates Miller
- 1957-1958 : Schlitz Playhouse of Stars : Tommy Parisi / Tom Van Buren
- 1958 : Whirlybirds : Tom Wilson
- 1959 : Bourbon Street Beat : Tony Picard
- 1959 : Bronco : Billy the Kid
- 1959 : Markham : David Markham
- 1959 : Mike Hammer : Paul
- 1959 : State Trooper : Jeff Turner
- 1960 : Coronado 9 : Benton Partley
- 1960 : M Squad : Vern Sawder
- 1960-1963 : Perry Mason : Reed Brent / Gerald Norton
- 1960-1966 : Bonanza : Cliff / Billy Wheeler
- 1961 : Cheyenne : Billy the Kid
- 1961 : Lawman : Eddy Walker
- 1961 : The Rebel : Carl Blaine
- 1961 : The Tom Ewell Show
- 1961-1962 : La Grande caravane : Danny Maitland / Sgt. Perks
- 1965 : Des jours et des vies : Howard Alston Hawkins, II (1991-1992)
- 1965 : The Long, Hot Summer : Charles Pettigrew
- 1966 : Combat! : Pvt. Earl Konieg
- 1968 : Judd for the Defense : D.A. Roger Harmon
- 1978 : The Next Step Beyond : Mr. Morrison
- 1979 : Deux cent dollars plus les frais : Dr. Stark
- 1985-1986 : Dynastie 2 : Les Colby : Dr. Jimmy Lee Parris
- 1986 : Nord et Sud II : Col. Wade Hampton
- 1987 : Dynastie : Dr. Parris
- 1988 : Mathnet : D. John Mutard
- 1988 : Square One Television : D. John Mutard
- 1988-1989 : Un flic dans la mafia : Senator Pickering
- 1991 : Cheers : Ed
- 1991 : Veronica Clare : Barclay Duvall
- 1992 : Les Dessous de Palm Beach : George Bingham
- 1993 : Harry et les Henderson : Maxwell / Peter Maxwell / Dr. Gronsky
- 1994 : The George Carlin Show : Col. LaBeau
- 1996 : Seinfeld : Clarence
- 1998 : Une nounou d'enfer : Wendell Kent

#### Téléfilms
- 1970 : The Andersonville Trial : Court Clerk
- 1984 : Jalousies : Sheriff
- 1992 : Secrets : Bernie Majors
- 1993 : Pour l'amour du risque: Le retour

## Distinctions et récompenses

### Nominations
- 1958 : Révélation de l'année aux Golden Globes
- 1960 : Meilleur espoir masculin aux Golden Globes